# Osmia glareola
Osmia glareola är en biart som beskrevs av Warncke 1988. Osmia glareola ingår i släktet murarbin, och familjen buksamlarbin. Inga underarter finns listade i Catalogue of Life.